# Hawiarska droga

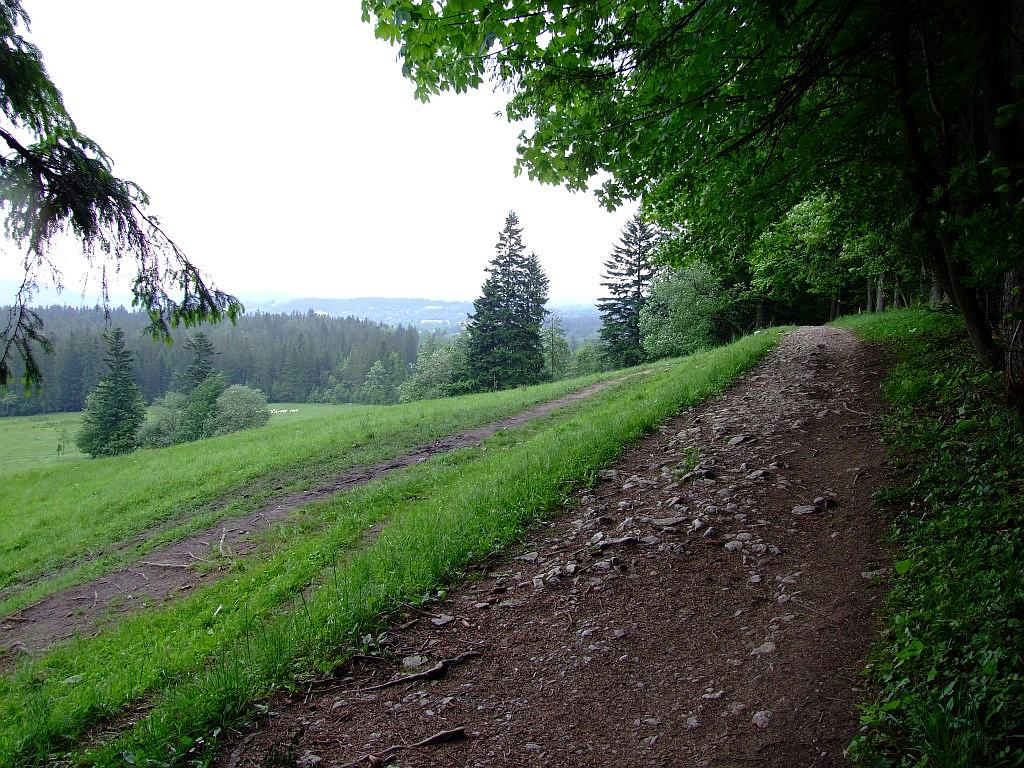
Droga pod Reglami

Hawiarska droga – w gwarze podhalańskiej droga z okresu dawnego górnictwa w Tatrach, ale także w innych górach na Podhalu. Hawiarzami na Podhalu nazywano górników (od niemieckiego słowa Hauer – górnik). Drogi hawiarskie łączyły z hutami dawne kopalnie rud, zwane na Podhalu baniami. Banie położone były czasami wysoko w górach i w miejscach trudno dostępnych. Drogami hawiarskimi zwożono z nich do hut urobek, poruszali się nimi pracujący w baniach górnicy i inni ludzie (np. pasterze, kłusownicy, turyści), drogi te wykorzystywano także do zwózki drzewa i innych celów.
Górnictwo w Tatrach ma historię sięgająca początków XV wieku. Najstarsza wzmianka w dokumentach rady miejskiej Krakowa pochodząca z 1417 r. mówi o istnieniu kopalni w górach trzy mile za Nowym Targiem. Początkowo wydobywano rudy metali kolorowych. Najstarsze ich kopalnie znajdują się w górnych rejonach Doliny Kościeliskiej. W XIX wieku zaczęto wydobywać rudy żelaza. Wówczas to rozbudowano system dróg hawiarskich. Główne ośrodki hutnicze znajdowały się w Kuźnicach i na polanie Stare Kościeliska. Łączyła je Droga pod Reglami i droga przez Dolinę Kościeliską. Oprócz tego istniały inne drogi hawiarskie do kopalni. Rud w Tatrach było jednak niewiele. Gdy wydobyto bogatsze i bardziej wartościowe złoża, dalsze wydobycie rud stało się nieopłacalne i zakończył się etap górnictwa w Tatrach. Wiele dróg hawiarskich zachowało się jednak w dobrym stanie – głównie te, które wykorzystywano do innych celów, bo jako potrzebne były naprawiane. Na szczególną uwagę zasługuje tu Droga pod Reglami. W dobrym stanie zachowały się także niektóre inne drogi hawiarskie, np. droga z Kuźnic przez Jaworzynkę do dawnej kopalni pod Magurą, droga w Miętusiej Dolinie. Zachowały się na niektórych odcinkach również fragmenty już nieużywanych dróg hawiarskich, często nawet nie zaznaczane na mapach.